# Deutsche Kriegsgräberstätte Sologubowka

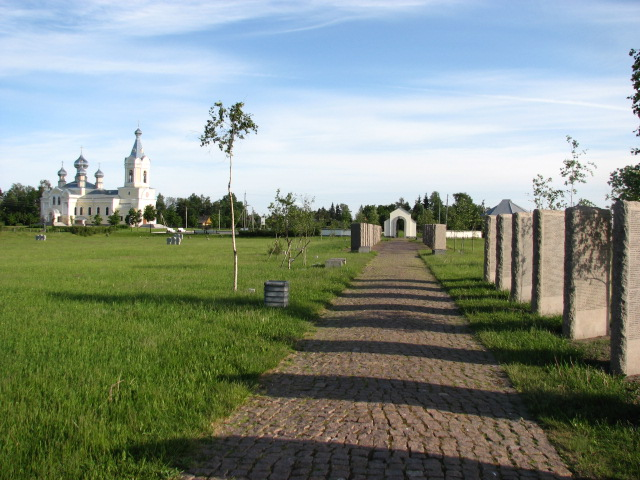
Eine der zentralen Alleen.
Im Hintergrund die Kirche Mariä Himmelfahrt.

Die Deutsche Kriegsgräberstätte Sologubowka liegt im Ortsteil Lesje südwestlich des Ortes Sologubowka in Russland und etwa 70 Kilometer südöstlich von St. Petersburg. Sie ist ein Sammelfriedhof für (Stand 2021) 56.416 im Zweiten Weltkrieg gefallene deutsche Soldaten.

## Kriegshandlungen
Die Leningrader Blockade der Wehrmacht forderte etwa 1,1 Millionen Hungertote in Leningrad und deutsche und sowjetische Soldatenleben. Ab Dezember 1941 kam es bei der Belagerung und bei Stellungskämpfen zu hohen Verlusten an Leben auf deutscher und sowjetischer Seite. Die Toten sind von einer Vielzahl von Bestattungsorten auf Leningrader Gebiet auf den Sammelfriedhof umgebettet worden.

## Lage
Die Kriegsgräberstätte liegt 70 km südöstlich von St. Petersburg Richtung Mga, zwischen Kirowsk (Leningrad) und Tosno. Im Ortsteil Lesje (Лезье) der Siedlung Sologubowka (Сологубовка) befindet sich der deutsche Soldatenfriedhof. Am Ortsausgang von Sologubowka Richtung Tosno, nach Überqueren des Flüsschens Mag führt rechts die Straße zur Kirche und zum Friedhof.

## Drei Gedenk-Bereiche
Der Volksbund erhielt fünf Hektar kircheneigenen Grund für die Gedenkstätte. Das Gelände ist in drei Gedenk- und Friedensorte aufgeteilt: Kriegsgräberstätte, Friedenspark und die Kirche „Mariä Himmelfahrt“.

### Friedhof

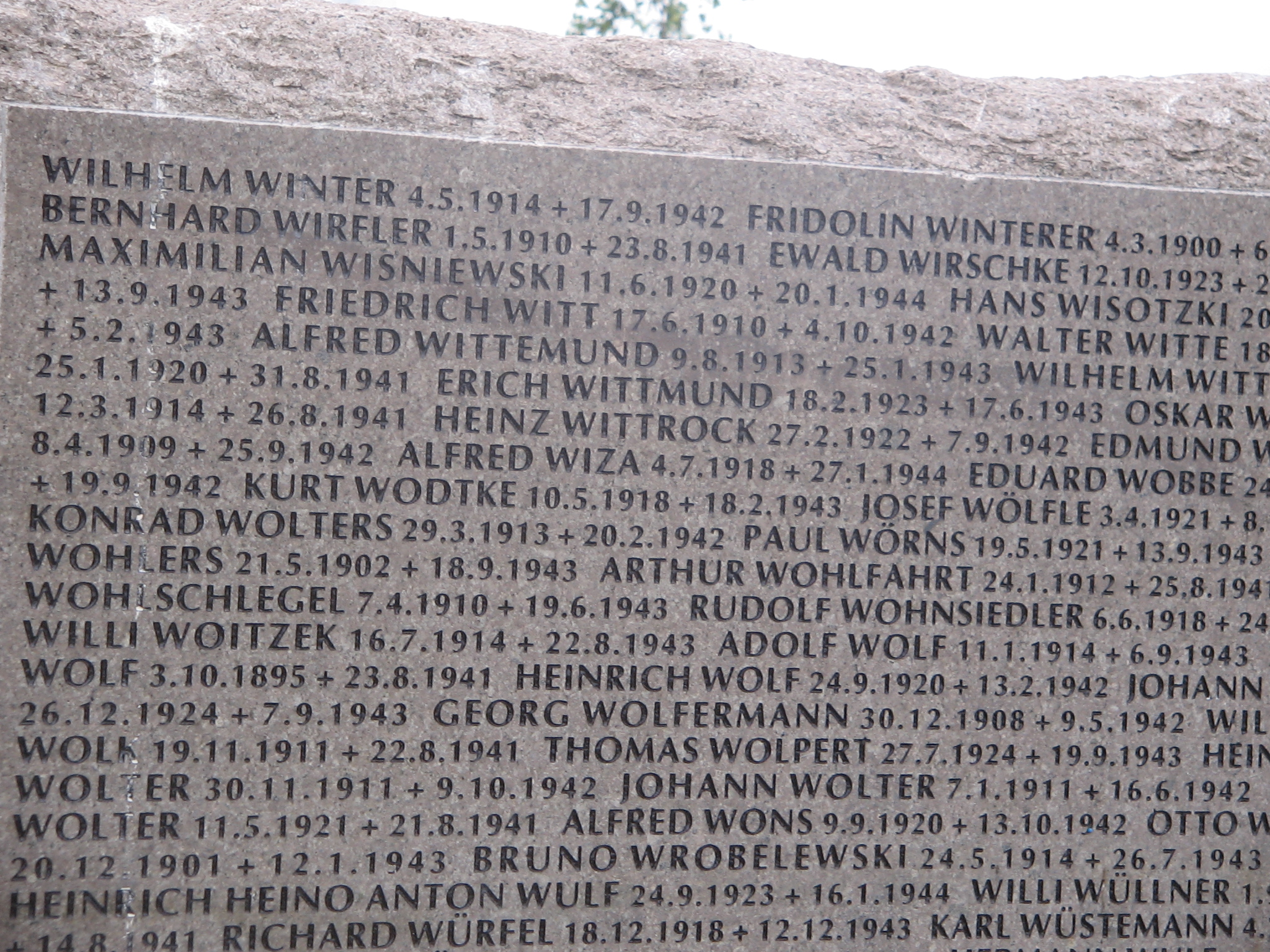
Namen der Toten auf Granitstelen

Der Friedhof wurde seit 1996 vom Volksbund Deutsche Kriegsgräberfürsorge (Volksbund) angelegt. Es wurden und werden Gefallene aus verschiedenen russischen Grablageorten dorthin umgebettet. Die Namen von (Stand 2015) 35.348 Toten wurden auf Granitstelen verzeichnet. Im Endausbau sollen dort über 80.000 Grabstätten angelegt werden und damit die weltweit größte deutsche Kriegsgräberstätte entstehen. Sie wurde am 9. September 2000 eingeweiht.

### Friedenspark
Der Friedenspark entstand mit der Pflanzung von zwei russischen Birken und einer deutschen Eiche. Er ist Symbol für das Wachsen des Friedens zwischen Deutschen und Russen. Vom Volksbund werden Baumpatenschaften vermittelt.
Die 400 Friedensbäume sind durch Granitsteine mit der Baumnummer gekennzeichnet.

### Kirche Mariä Himmelfahrt

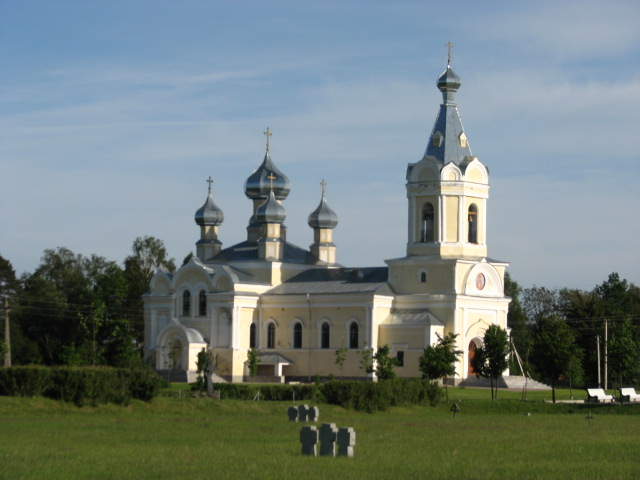
Russisch-orthodoxe Kirche der Gemeinde

Die russisch-orthodoxe Kirche wurde 1851 eingeweiht. Im Zweiten Weltkrieg wurde der Keller der Kirche als Lazarett für deutsche Soldaten benutzt. Die zerstörte Kirche wurde mit Hilfe des Volksbundes renoviert und im Jahr 2003 an die russische Gemeinde Sologubowka übergeben. Der Kirchenraum steht der Gemeinde und den Besuchern zur Verfügung. Im Gewölbe unter der Kirche ist ein Gedenk- und Ausstellungsraum zu Schicksalen im Zweiten Weltkrieg eingerichtet. Dort sind auch die Namen der gefallenen, vermissten und in Gefangenschaft verstorbenen deutschen Soldaten des Zweiten Weltkriegs in Russland dokumentiert. 2003 wurde in der Kirche eine Wandplastik des deutschen Kunstschmieds Manfred Bergmeister errichtet.